# Anita Villacís Salazar
Ana Villacís Salazar, conocida generalmente como Anita Villacís, es una científica ecuatoriana.

## Biografía
Anita Villacís Salazar realizó sus estudios superiores en la Pontificia Universidad Católica del Ecuador, donde obtuvo el título de Licenciada en Ciencias de la Educación - Biología, en el año 2004. En el año 2006, especializó su licenciatura en Ciencias Biológicas. Continuando con su especialización en Biología, en el año 2014, Villacis obtuvo su Doctorado en Ciencias Biológicas y, en los dos años siguientes (2015-2016) obtuvo Masterados tanto en Biología de las Enfermedades Infecciosas como en Nuevas Tecnologías en Gestión y Práctica Docente. Todos los títulos antes mencionados fueron otorgados a Villacís por parte de la Pontificia Universidad Católica del Ecuador lugar donde desempeñó toda su trayectoria estudiantil superior.
Se destacó como supervisora de la unidad médica de Entomología, en el centro de investigación para las enfermedades infecciosas desde el año 2002 hasta el 2016.
Actualmente es investigadora principal en el Centro de Investigación para la salud en América Latina y profesora agregada en la escuela de Ciencias Biológicas, Facultad de Ciencias Exactas en la Pontificia universidad Católica del Ecuador. Anita G. Villacís tiene experiencia profesional como capacitadora del personal del Ministerio de Salud del Ecuador, en el campo de los procedimientos e investigaciones de campo. Asimismo, participó en el Programa de Control de la Enfermedad de Chagas como supervisora de vigilancia de las actividades entomológicas. En el marco del mismo programa, Anita Villacís se ha desempeñado como líder en la realización de campañas de prevención en comunidades rurales de todo el Ecuador. También, ha realizado estudios morfométricos y moleculares de las diferentes especies de triatominos. Anita G. Villacís realizó en el 2017 un proyecto basado en la Caracterización Panorámica de los triatominos de la enfermedad de Chagas en Ecuador y Perú. Dicho proyecto describe la forma en la que el Rhodnius Ecuadoriensis se ha vuelto el vector triatomino más importante de la enfermedad de Chagas, tanto en la zona sur del Ecuador como en la zona norte del Perú.
En el marco del Programa Programa de Control de la Enfermedad de Chagas como supervisora de vigilancia de las actividades entomológicas, Anita G. Villacís realizó un proyecto en 2016 sobre las Dinámicas de Transmisión de la Enfermedad de Chagas en la Zona Sur del Ecuador. Este proyecto se concentró en la identificación de los factores ecológicos relacionados con la extensiòn de la distribución del triatomino Rhodnius Ecuadoriensis sylvatica en las poblaciones de la zona del Ecuador. Las investigaciones académicas realizadas por Anita Villacís se enfocan el campo de la biología, ecología, factores de riesgo, dinámica poblacional de vectores y estudios de biología molecular. Actualmente se encuentra realizando una investigación sobre la salud y los grupos vulnerables en la Pontificia Universidad Católica del Ecuador.

## Publicaciones e investigaciones
- Villacís, A., Sáenz, F., Neira, N., Grijalva, M. (2018). Ecosalud en las enfermedades transmitidas por vectores: Chagas, Dengue y Malaria. La Medicina Ecuatoriana en el siglo XXI. Tercer Tomo, capítulo 14, Publisher: Academia Ecuatoriana de Medicina, Universidad Andina Simón Bolívar, Corporación Editora Nacional, pp.252-267

- Santillán-Guayasamín, S., Villacís, A. G., Grijalva, M. J., & Dujardin, J. P. (2018). Triatominae: does the shape change of non-viable eggs compromise species recognition?. Parasites & vectors, 11(1), 543..

- Dujardin, J.P., Dujardin, S., Kaba, D., Santillán-Guayasamín, S., Villacís, A.G., Piyaselakul, S., Sumruayphol, S., Samung, Y., Morales, R. (2017). The maximum likelihood identification method applied to insect morphometric data. Zoological Systematics, 42(1), 46-58. DOI: 10.11865/zs.201704.

- Grijalva, M.J., Villacís, A.G., Moncayo, A.L., Ocaña-Mayorga, S., Yumiseva, C.A., Baus, E.G. (2017). Distribution of triatomine species in domestic and peridomestic environments in central coastal Ecuador. PLoS neglected tropical diseases, 11(10), e0005970..

- Hernandez-Castro, L.E., Paterno, M., Villacís, A.G., Andersson, B., Costales, J.A., De Noia, M., Ocaña-Mayorga, S., Yumiseva, C.A., Grijalva, M. J., Llewellyn, M.S. (2017). 2b-RAD genotyping for population genomic studies of Chagas disease vectors: Rhodnius ecuadoriensis in Ecuador. PLoS neglected tropical diseases, 11(7), e0005710.

- Santillán-Guayasamín, S., Villacís, A.G., Grijalva, M.J., Dujardin, J.P. (2017). The modern morphometric approach to identify eggs of Triatominae. Parasites & vectors, 10(1), 55.

- Villacís, A.G., Marcet, P.L., Yumiseva, C.A., Dotson, E.M., Tibayrenc, M., Brenière, S.F., Grijalva, M.J. (2017). Pioneer study of population genetics of Rhodnius ecuadoriensis (hemiptera: Reduviidae) from the central coastand southern andean regions of ecuador. Infection, Genetics and Evolution, 53, 116-127..

- Mosquera, K. D., Villacís, A. G., & Grijalva, M. J. (2016). Life Cycle, Feeding, and Defecation Patterns of Panstrongylus chinai (Hemiptera: Reduviidae: Triatominae) Under Laboratory Conditions. Journal of medical entomology, 53(4), 776-781.

. 